# Alkod, Devadurga
Alkod là một làng thuộc tehsil Devadurga, huyện Raichur, bang Karnataka, Ấn Độ.